# 疋田智
疋田 智（ひきた さとし、1966年11月18日 - ）は、TBSテレビ情報制作局情報1部担当部長兼チーフプロデューサーで、自転車に関する著述活動で知られる。「自転車ツーキニスト」を名乗り、自転車で通勤する人を意味するこの言葉を広めた。都市交通の中で自転車を活用することを説き、本業の傍ら、特定非営利活動法人自転車活用推進研究会の理事（2021年時点）と、学習院大学生涯学習センター非常勤講師を務めている。

## 経歴
宮崎県日南市出身。1985年宮崎県立宮崎西高等学校理数科卒、1989年東京大学文学部美学藝術学科卒。同年東京放送（分社化後TBSテレビ）に入社。

### 肩書きについて
- 雑誌の紹介などで“元TBSディレクター”との記載が散見されるが、TBSを退社・独立したという意味ではなく、現在は情報制作局所属のプロデューサーである。放送局の制作サイドの社員はディレクターを経てプロデューサーになることが多い[要出典]。自転車関係の記事ではTBSテレビ社員ではなく「自転車評論家でジャーナリスト」[3]などと紹介されている。

### 出身地について
- 出身地は宮崎県日南市としているが、小学校低学年の頃は東京都三鷹市に住んでおり、日南市へ転居後は地元の子供たちに馴染めなかったため自転車に親しんだという[4]。中学生の頃には南九州地方をツーリングしており、宮崎市に下宿していた高校時代は市街地への移動手段として自転車を活用していた[5]。
- 後に「宮崎県出身というより転勤族の子弟」だったと雑誌[要文献特定詳細情報]に語っている。
- 著書『疋田智のロードバイクで歴史旅』（枻出版社）には東京都三鷹市の“太宰治の墓の近くにある小学校に通っていた”との記述[要ページ番号]がある。

## テレビマンとして
現在は情報制作局情報一部のプロデューサー。担当番組は『みのもんたの朝ズバッ!』。
過去には社会部記者を務めたほか、『筑紫哲也 NEWS23』（ディレクター）『スペースJ』（ディレクター）『イブニング・ファイブ』（特集デスク）や『ブロードキャスター』（プロデューサー）に従事した。『朝ズバッ！』までは昼の帯番組『ピンポン!』（曜日プロデューサー）・『2時っチャオ!』（プロデューサー）・『ひるおび!』（プロデューサー）などを担当することが多かった。
『スペースJ・がんばれ神戸』でギャラクシー賞受賞（95年3月）『自転車通勤で行こう』でHoopsマクロメディア賞受賞（00年11月）メールマガジン『週刊自転車ツーキニスト』で、メルマガ・オブ・ザ・イヤー総合大賞受賞（2006年）
2009年7月から2010年3月までラジオ番組『日曜は自転車ですごそう!』（TBSラジオ日曜朝8時 - ）のレギュラーコメンテーター、2013年4月以降『ミラクル・サイクル・ライフ』（TBSラジオ日曜午後6時30分〜7時）のメインパーソナリティを、石井正則（アリtoキリギリス）とともに務めている。

## 担当番組

### 現在
TBSテレビメディアテクノロジー局ゼネラルマネージャー
- 新・情報7DAYS ニュースキャスター（マネージメント）
- 自転車協会presentsミラクル・サイクル・ライフ（TBSラジオ、パーソナリティ）

### 過去
- 筑紫哲也 NEWS23
- ブロードキャスター
- ひるおび!
- イブニング・ファイブ
- 2時っチャオ!
- ニュースの森
- JNN報道特集
- スペースJ
- きょう発プラス!
- みのもんたの朝ズバッ!
- エクスプレス
- あさチャン!
- プレシャスサンデー日曜は自転車ですごそう!（TBSラジオ）
- 上田晋也が真相直撃!「ニュースの巨人」（チーフプロデューサー）
- 櫻井有吉アブナイ夜会（制作プロデューサー）
- 上田晋也のニッポンの過去問（プロデューサー、以前はチーフプロデューサー）
- NEWSな2人（協力プロデューサー）

## 自転車文化人として
自転車通勤の実情、自転車の愉しみにとどまらず、「自転車的なる」ものに価値を見いだし、自転車に関する催しや公的な会議などで健康や環境問題、福祉、社会の在り方を意識した交通施策を論ずるなど、自転車文化人・ジャーナリスト・オピニオンリーダーとして活躍している。発行するメールマガジン『疋田智の「週刊 自転車ツーキニスト」』は、配信サービスmelma!の「メルマガ オブ ザ イヤー」で2005年カテゴリー賞（スポーツ）、2006年総合大賞を受賞した。主著『自転車の安全鉄則』では、何はともあれ左側通行を厳守することで、年間400人程度の事故による死者を減らせると主張している。このほかテレビ・ラジオの番組に「自転車ツーキニスト」として登場することがある。
2005年春、自転車専門誌で自転車の車道通行が原則禁止される可能性を指摘した。警察庁が2006年11月に発表した『自転車の安全利用の促進に関する提言』と、12月に発表した道路交通法改正試案には、自転車の歩道通行の要件緩和（警察庁は「限定」的「明確化」であるとしている）が盛り込まれ、『提言』には「自転車が車道を通行することが特に危険な場合は、当該道路の自転車通行を禁止することなどの措置を講ずること」という内容が含まれていた。これに対して、自身のメールマガジンのほか、テレビ・ラジオへの出演、新聞・雑誌への執筆などを通じて反対を訴えた。この経緯については著書『それでも自転車に乗り続ける7つの理由』にまとめられている。

### 主張の概要
自転車は本来車道を走るべきだが、モータリゼーションによる事故多発を受け、1970年と1978年の法改正で指定歩道を通行することが暫定的に認められた。その後、自転車は車両であるとの認識が薄れ、歩道上の凶器となってしまった。自転車の車道締め出し・歩道通行要件緩和は、この間に交通行政が環境整備を怠ったことによるツケを視覚障害者や高齢者などをはじめとする交通弱者・歩行者に回すものであり、自転車を自動車に代わるスピーディーな交通手段として環境問題に役立てるためにも、専用レーンなど車道に自転車の通行空間をつくるべきである。

### 連載
- 『BiCYCLE CLUB』枻出版社「日本史の旅は自転車に限る!」
- 『BiCYCLE CLUB』枻出版社「現場から生中継」
- 『自転車生活』枻出版社「疋田智の自転車ツーキニスト余話」
- 『Bicycle NAVI』二玄社「疋田智の自転車多事争論」
- 『毎日ウィークリー』毎日新聞社「世界をサドルの上から」
- 『Number Do』文藝春秋「コラムBIKE」
- 『グリーン・モビリティ』（フリーペーパー）インタープレス「Keep Left」
- 『グーサイクル』（ウェブ）プロトコーポレーション「疋田智の自転車ツーキニストでいこう！」
- 『暮しと健康』保健同人社「日々是自転車」
- 『ミラクル・サイクル・ライフ』毎日新聞東京版（TBSラジオ連動企画・毎週日曜日掲載）
- 『サイクルスポーツ』八重洲出版「日本初の自転車世界一周男・中村春吉 100年前の地球漫遊記」

### ネット上の活動について
疋田の公式ウェブサイト『自転車通勤で行こう』は、近年の自転車通勤ブームのきっかけとなった。

### ラジオでの活動について
疋田は割合頻繁にラジオに出演する。FM各局およびNHK、在阪ラジオ局などにゲスト出演することが多いが、レギュラー出演は自らが勤めるテレビ局の系列であるTBSラジオに限定しているようである。
- プレシャスサンデー日曜は自転車ですごそう!（TBSラジオ）レギュラーコメンテーター（2009年7月-2010年3月）
- 自転車協会presentsミラクル・サイクル・ライフ（TBSラジオ）ご意見番（2013年4月-）

## 著作一覧
- 『自転車通勤で行こう』（WAVE出版）1999年10月 ISBN 9784872900637
- 『自転車生活の愉しみ』（東京書籍）2001年12月 ISBN 9784487796960、（朝日文庫、朝日新聞社）2007年6月 ISBN 9784022615305
- 『快適自転車ライフ』（岩波アクティブ新書、岩波書店）2002年10月 ISBN 9784007000478
- 『自転車ツーキニスト』（知恵の森文庫、光文社）2003年6月 ISBN 9784334782269 - 『自転車通勤で行こう』を大幅に加筆訂正し文庫化したもの。
- 『サドルの上で考えた : 自転車的なる精神の欠片』（東京書籍）2003年9月 ISBN 9784487797950
- 『日本史の旅は、自転車に限る!』（枻出版社）2004年11月 ISBN 9784777902309
- 『大人の自転車ライフ : 今だからこそ楽しめる快適スタイル』（知恵の森文庫、光文社）2005年5月 ISBN 9784334783617 … 『快適自転車ライフ』改題、加筆修正のうえ内容を追加したもの。
- 『自転車とろろん銭湯記』（ハヤカワ文庫、早川書房）2005年5月 ISBN 9784150502980
- 『天下を獲り損ねた男たち : 続・日本史の旅は、自転車に限る!』（枻出版社）2005年12月 ISBN 9784777904600
- 『自転車ツーキニストの憂鬱』（ロコモーション・パブリッシング）2005年5月 ISBN 9784862120021
- （自転車生活ブックス編集部編）『疋田智の自転車生活スターティングBOOK : とりあえずワタシはこうして走り出した』 （ロコモーション・パブリッシング）2006年2月 ISBN 9784862120359
- 『それでも自転車に乗り続ける7つの理由』（朝日新聞社）2007年8月 ISBN 9784022579959
- 『自転車をめぐる冒険』（ドロンジョーヌ恩田 絵とツッコミ［共著］）（東京書籍）2008年4月 ISBN 9784487800667
- 『疋田智のロードバイクで歴史旅』枻出版社）2008年5月 ISBN 9784777910120
- 『いますぐ使えるクロスバイク図解マニュアル : 街乗り・通勤・ツーリングの実践ノウハウ!』（大泉書店）2008年9月 ISBN 9784278060188
- 『自転車の安全鉄則』（朝日新書、朝日新聞出版）2008年11月 ISBN 9784022732477
- 『自転車をめぐる誘惑』（ドロンジョーヌ恩田 絵とツッコミ［共著］）（東京書籍）2009年3月 ISBN 9784487803286
- 『自転車会議!』（勝間和代、谷垣禎一、片山右京、今中大介と共著）（PHP研究所）2009年9 ISBN 9784569772172
- 『ものぐさ自転車の悦楽 〜折りたたみ自転車で始める新しき日々』（マガジンハウス）2010年4月 ISBN 9784838720941
- 『自転車ツーキニストの作法』（ソフトバンク新書、ソフトバンククリエイティブ）2010年10月 ISBN 9784797358414
- 『自転車 困った時の即効お助けマニュアル』（成美堂出版）2011年3月 ISBN 9784415309958
- 『明るい自転車相談室』（ドロンジョーヌ恩田［共著］）（東京書籍）2011年4月 ISBN 9784487805532
- 『自転車はここを走る！』（小林成基と共著）（枻出版社）2012年2月 ISBN 9784777922611
- 『だって、自転車しかないじゃない』（朝日文庫）2013年5月 ISBN 9784022617613
- 『自転車“道交法”BOOK』（小林成基と共著 イラスト:こやまけいこ）（枻出版社）2014年2月 ISBN 9784777931040
- 『おやこで自転車 はじめてブック』（ぼちぼち自転車くらぶ (著), 疋田 智 (監修), 柚木 ミサト (イラスト)）（子どもの未来社）2015年6月 ISBN 9784864120609
- 『電動アシスト自転車を使いつくす本』（東京書籍）2016年8月 ISBN 9784487809875
- 『新・自転車“道交法”BOOK』（小林成基と共著「BiCYCLE CLUB」編集部編集）（枻出版社）2017年5月 ISBN 9784777946204

### 日本国外での刊行
- 「幸福は自転車生活にある」原題『自転車生活の愉しみ』（東京書籍） 韓国語訳 … 2006年2月、韓国・テウォンC.I.より刊行。

## 学術論文
- 疋田智, 玉田正樹「津波避難における電動アシスト自転車活用の有効性 ―日南市におけるMASモデル分析から―」『土木学会論文集F6（安全問題）』第76巻第1号、2020年、1-9頁、doi:10.2208/jscejsp.76.1_1。